# Аркебек
Аркебек (њем. Arkebek) општина је у њемачкој савезној држави Шлезвиг-Холштајн. Једно је од 115 општинских средишта округа Дитмаршен. Према процјени из 2010. у општини је живјело 231 становника. Посједује регионалну шифру (AGS) 1051002.

## Географски и демографски подаци
Аркебек се налази у савезној држави Шлезвиг-Холштајн у округу Дитмаршен. Општина се налази на надморској висини од 47 метара. Површина општине износи 6,9 km². У самом мјесту је, према процјени из 2010. године, живјело 231 становника. Просјечна густина становништва износи 33 становника/km².

## Међународна сарадња
| Мјесто | Држава    | Врста сарадње | Од    |
| ------ | --------- | ------------- | ----- |
|        | Француска | партнерство   | 1985. |
| Извор  |           |               |       |